# Новоключевский
 Новоключевский — поселок в Исаклинском районе Самарской области в составе сельского поселения Ключи.

## География
Находится на левом берегу реки Большой Суруш на расстоянии примерно 6 километров по прямой на запад-северо-запад от районного центра села Исаклы.

## Население
Постоянное население составляло 5 человек (русские 100%) в 2002 году, 9 в 2010 году.